# Joseph Gris
Joseph Gris (Namen, 7 april 1879 - 10 maart 1947) was een Belgisch volksvertegenwoordiger.

## Levensloop
Joseph Gris, zoon van Pierre Gris en Jeanne Defaux, oudste van negen kinderen, was beroepshalve glasblazer.
Hij werd verkozen tot gemeenteraadslid van Namen in 1911.
Hij werd in 1919 verkozen tot socialistisch volksvertegenwoordiger voor het arrondissement Namen en vervulde dit mandaat tot in 1929. Hij werd opnieuw verkozen in 1932 en behield het mandaat tot in 1946.